# Corda (geometria)

La corda della circonferenza è il segmento BX di colore rosso

In geometria, si dice corda un segmento che unisce due punti distinti di una curva. La retta su cui giace la corda si chiama secante.
Nel caso particolare delle corde di una circonferenza valgono le seguenti proprietà:
- due corde hanno la stessa lunghezza se e solo se sono equidistanti dal centro della circonferenza;
- una retta perpendicolare ad una corda passa per il suo punto medio se e solo se passa anche per il centro della circonferenza, quindi l'asse della corda passa per il centro della circonferenza;
- una corda passante per il centro della circonferenza è chiamata diametro e ha la caratteristica di essere quella di lunghezza maggiore.